# Pisces (astrologia)
Per veure la constel·lació vegeu Constel·lació dels Peixos

Signe del zodíac per a peixos

Pisces, també conegut com a peixos, és un signe astrològic el qual és creuat pel sol entre el 22 de febrer i el 20 de març. El seu planeta regent és Neptú i es classifica com un signe de l'element aigua i de qualitat mutable. Es caracteritza per tenir un caràcter molt sensible (el que més del zodíac), altruista, de molt bon cor, preocupant-se més pel proïsme que per hom mateix, somiador i molt fantasiós.
Es considera que s'avé molt amb els altres signes d'aigua (càncer i escorpió) i amb els signes de terra exceptuant, amb matisos, verge, perquè n'és l'oposat. Els signes que figuren com a compatibles no reflecteixen un perfil individual o lectura individual tal com s'interpreta dins de l'astrologia, sinó que reflecteixen una orientació general i la referència a la compatibilitat segons el que és dictat per variables com qualitats i elements en el zodíac.